# Гаш-Сетит (заказник)
Гаш-Сетит — национальный заказник в Эритрее. Был основан в 1959 году. Название происходит от названий двух крупных рек Гаш и Сетит, также известных под названиями Мэрэб и Тэкэзе.
Регион Гаш-Сетит наделён пастбищами, а его почва довольно плодородная и богата ресурсами, такими как мрамор, известь и золото, некоторые иностранные компании были вовлечены в добычу золота. В настоящее время многие люди добывают золото с территории заказника их традиционными методами. Также в этом месте произрастает много деревьев. За это Гаш-Сетит иногда называют «хлебницей» Эритреи.
В Гаш-Сетит также не было каких-либо больших поселений даже в период итальянского правления, они начали появляться только после 1991 года.

## Фауна
На территории Гаш-Сетит обитают гиены, кабаны, газели, слоновые, обезьяны и ряд птиц и рептилий. Ранее это место также было домом для львов, жирафов и гиппопотамов, однако сегодня эти животные не обитают на этой территории, одна из причин этому — война за независимость Эритреи, хотя после её окончания некоторые животные, например слоны, начали постепенно возвращаться.